# Earthworm Jim 3D
Earthworm Jim 3D is een computerspel dat werd ontwikkeld door VIS entertainment en uitgegeven door Rockstar Games. Het spel is het vervolg op Earthworm Jim en Earthworm Jim 2. Het is het eerste deel dat niet ontwikkeld werd door Shiny Entertainment omdat de rechten waren overgenomen door Interplay Entertainment die de franchise afgaf aan VIS Entertainment. De ontwikkeling van het spel was meerdere malen vertraagd. Het spel kwam in Noord-Amerika uit op 31 oktober 1999. Het spel is geschikt voor de platforms Nintendo 64 en Microsoft Windows. 
Earthworm Jim, die is gemaakt door een vliegende koe, is in coma geraakt. In zijn brein zijn schurken binnengekomen die hem vroeger altijd achtervolgden. Hij moet deze schurken uit zijn brein halen anders zal hij voor altijd in coma blijven. Om de schermen tegen te gaan moet hij onderweg de Golden Udders of Lucidity verzamelen.

## Ontwikkelteam
- Muziek: Lee Banyard
- Grafisch: Paul Munro
- Director: Kirk Ewin

## Platforms
| Jaar | Platform    |
| ---- | ----------- |
| 1999 | Nintendo 64 |
| 2000 | Windows     |

## Ontvangst
| Beoordeeld door                | Platform    | Datum            | Score |
| ------------------------------ | ----------- | ---------------- | ----- |
| games xtreme                   | Windows     | 5 januari 2000   | 80%   |
| Power Unlimited                | Nintendo 64 | februari 2000    | 80%   |
| Power Unlimited                | Windows     | februari 2000    | 78%   |
| ActionTrip                     | Windows     | 20 januari 2000  | 78%   |
| PC Player (Duitsland)          | Windows     | december 1999    | 70%   |
| Jeuxvideo.com                  | Windows     | 22 december 1999 | 70%   |
| Meristation                    | Nintendo 64 | 30 december 1999 | 70%   |
| Game Over Online               | Windows     | 3 januari 2000   | 69%   |
| Adrenaline Vault, The (AVault) | Windows     | 11 augustus 2000 | 60%   |
| GameStar (Duitsland)           | Windows     | januari 2000     | 43%   |